# Kaylee McKeown
Kaylee Rochelle McKeown (Redcliffe, 12 de julio de 2001) es una deportista australiana que compite en natación, especialista en el estilo espalda. Su hermana Taylor compite en el mismo deporte.
Participó en dos Juegos Olímpicos de Verano, obteniendo nueve medallas, en Tokio 2020 tres de oro (100 m espalda, 200 m espalda y 4 × 100 m estilos) y una de bronce (4 × 100 m estilos mixto), y en París 2024 cinco medallas, oro en 100 m espalda y 200 m espalda, plata en 4 × 100 m estilos y bronce en 200 m estilos y 4 × 100 m estilos mixto.
Ganó trece medallas en el Campeonato Mundial de Natación entre los años 2019 y 2025, y cuatro medallas en el Campeonato Mundial de Natación en Piscina Corta de 2022.
En octubre de 2023 estableció dos nuevas plusmarcas mundiales en piscina larga: de los 50 m espalda (26,86 s) y de los 100 m espalda (57,33 s), y en marzo de 2023 batió el récord mundial de los 100 m espalda en piscina larga (2:03,14). En pista corta batió en noviembre de 2020 la plusmarca mundial de los 200 m espalda (1:58,94) y en septiembre de 2024 la de los 100 m espalda (54,56 s).
En 2022 fue condecorada con la Medalla de la Orden de Australia (OAM).

## Palmarés internacional
| Juegos Olímpicos                    | Juegos Olímpicos        | Juegos Olímpicos  | Juegos Olímpicos        |
| Año                                 | Lugar                   | Medalla           | Prueba                  |
| ----------------------------------- | ----------------------- | ----------------- | ----------------------- |
| 2020                                | Tokio (Japón)           | Medalla de oro    | 100 m espalda           |
| 2020                                | Tokio (Japón)           | Medalla de oro    | 200 m espalda           |
| 2020                                | Tokio (Japón)           | Medalla de oro    | 4 × 100 m estilos       |
| 2020                                | Tokio (Japón)           | Medalla de bronce | 4 × 100 m estilos mixto |
| 2024                                | París (Francia)         | Medalla de oro    | 100 m espalda           |
| 2024                                | París (Francia)         | Medalla de oro    | 200 m espalda           |
| 2024                                | París (Francia)         | Medalla de plata  | 4 × 100 m estilos       |
| 2024                                | París (Francia)         | Medalla de bronce | 200 m estilos           |
| 2024                                | París (Francia)         | Medalla de bronce | 4 × 100 m estilos mixto |
| Campeonato Mundial                  |                         |                   |                         |
| Año                                 | Lugar                   | Medalla           | Prueba                  |
| 2019                                | Gwangju (Corea del Sur) | Medalla de plata  | 200 m espalda           |
| 2022                                | Budapest (Hungría)      | Medalla de oro    | 200 m espalda           |
| 2022                                | Budapest (Hungría)      | Medalla de plata  | 200 m estilos           |
| 2022                                | Budapest (Hungría)      | Medalla de plata  | 4 × 100 m estilos       |
| 2022                                | Budapest (Hungría)      | Medalla de plata  | 4 × 100 m estilos mixto |
| 2023                                | Fukuoka (Japón)         | Medalla de oro    | 50 m espalda            |
| 2023                                | Fukuoka (Japón)         | Medalla de oro    | 100 m espalda           |
| 2023                                | Fukuoka (Japón)         | Medalla de oro    | 200 m espalda           |
| 2023                                | Fukuoka (Japón)         | Medalla de plata  | 4 × 100 m estilos       |
| 2023                                | Fukuoka (Japón)         | Medalla de plata  | 4 × 100 m estilos mixto |
| 2025                                | Singapur (Singapur)     | Medalla de oro    | 100 m espalda           |
| 2025                                | Singapur (Singapur)     | Medalla de oro    | 200 m espalda           |
| 2025                                | Singapur (Singapur)     | Medalla de plata  | 4 × 100 m estilos       |
| Campeonato Mundial en Piscina Corta |                         |                   |                         |
| Año                                 | Lugar                   | Medalla           | Prueba                  |
| 2022                                | Melbourne (Australia)   | Medalla de oro    | 100 m espalda           |
| 2022                                | Melbourne (Australia)   | Medalla de oro    | 200 m espalda           |
| 2022                                | Melbourne (Australia)   | Medalla de plata  | 4 × 100 m estilos       |
| 2022                                | Melbourne (Australia)   | Medalla de bronce | 200 m estilos           |